# Tauernkogel (Granatspitzgruppe)
Der Tauernkogel (auch Kalser Tauernkogel) ist ein 2683 m ü. A. hoher Berg in der Granatspitzgruppe der Hohen Tauern in Österreich. Der Gipfel befindet sich genau auf der Grenzlinie zwischen Osttirol und Salzburg unweit des Kalser Tauern, einem Übergang zwischen dem Pinzgau im Norden und Osttirol im Süden.
Der Kalser Tauernkogel stellt die erste Erhebung im vom Kalser Tauern zur Granatspitze (3086 m ü. A.) ziehenden Kamm dar. Auf der gegenüberliegenden Seite des Kalser Tauern liegt der Medelzkopf (2760 m).

## Normalweg
Von der Rudolfshütte, die vom Enzingerboden per Seilbahn erreichbar ist, führt ein markierter Steig nordwärts in etwa 1½ Stunden zum Kalser Tauern. Von der Scharte aus wendet man sich nun nach Westen und folgt den Steigspuren. Teilweise über den Grat, zuletzt in der Nordostflanke erreicht man nach etwa einer weiteren halben Stunde den Gipfel des Kalser Tauernkogels. Der Anstieg ist teilweise mit Drahtseilen versichert.